# Beloruska jedrska elektrarna
Beloruska jedrska elektrarna (belorusko Беларуская атамная электрастанцыя) je prva in trenutno edina jedrska elektrarna v Belorusiji. Stoji severno od mesta Astravec (rusko Ostrovec) na severozahodu države, dobrih 20 kilometrov od meje z Litvo.

## Gradnja
Prvi načrti za jedrsko elektrarno v Belorusiji segajo v pozna 60. in zgodnja 70. leta prejšnjega stoletja. V začetku 80. let so začeli graditi jedrsko toplarno-elektrarno v kraju Rudzensk pri Minsku, vendar so po černobilski nesreči projekt prekinili in ga dokončali kot plinsko termoelektrarno.
Novo odločitev za izgradnjo jedrske elektrarne je spodbudil rusko-beloruski energetski spor leta 2007, ko je Belorusija hotela zmanjšati svojo odvisnost od ruskega zemeljskega plina. Lokacija je bila določena konec leta 2008.
Oktobra 2011 je beloruski direktorat za gradnjo jedrske elektrarne podpisal pogodbo o postavitvi dveh reaktorjev z ruskim podjetjem Atomstrojeksport, hčerinsko družbo Rosatoma. Konec maja 2012 so se začela gradbena dela. Gradnja prvega bloka se je začela v začetku novembra 2013, drugega pa konec aprila 2014.
Od decembra 2019 do aprila 2020 je potekalo vroče testiranje prvega bloka. Avgusta se je začelo polnjenje reaktorja z jedrskim gorivom. Potem ko so blok 3. novembra 2020 priklopili na omrežje, so 7. novembra elektrarno uradno otvorili. Drugega junija 2021 je blok prejel obratovalno dovoljenje, osem dni zatem pa je začel komercialno obratovati.
Vroče testiranje bloka 2 je bilo zaključeno oktobra 2021. Prvo kritičnost je dosegel marca 2023, v električno omrežje pa so ga priklopili 13. maja. Komercialne operacije so se začele 1. novembra 2023.

## Reaktorji
Jedrska elektrarna obsega dva tlačnovodna reaktorja VVER-1200 tretje generacije (AES-2006) ruskega dobavitelja Atomstrojeksport. Bloka imata vsak po 1110 megavatov neto moči.
| Blok       | Tip reaktorja | Zmogljivost | Zmogljivost | Pričetek gradnje | Priklop v omrežje | Komercialno obratovanje |
| Blok       | Tip reaktorja | Neto        | Bruto       | Pričetek gradnje | Priklop v omrežje | Komercialno obratovanje |
| ---------- | ------------- | ----------- | ----------- | ---------------- | ----------------- | ----------------------- |
| Belarus' 1 | VVER-1200/491 | 1110 MW     | 1194 MW     | 6. 11. 2013      | 3. 11. 2020       | 10. 6. 2021             |
| Belarus' 2 | VVER-1200/491 | 1110 MW     | 1194 MW     | 3. 6. 2014       | 13. 5. 2023       | 1. 11. 2023             |

## Nasprotovanje
Najava gradnje elektrarne je v državi sprožila proteste, predvsem zaradi spomina na černobilsko nesrečo, ki je najhuje prizadela prav Belorusijo.
Litovski parlament je elektrarno razglasil za grožnjo nacionalni varnosti, okolju in javnemu zdravju ter napovedal njen bojkot. Kot problematične je Litva izpostavila bližino elektrarne glavnemu mestu Vilni, uporabo vode iz reke Vilije (Neris) za hlajenje, postavitev na potresno ogroženem območju ter domnevne nepravilnosti in prikrite incidente pri gradnji.
Leta 2018 je Skupina evropskih regulatorjev za jedrsko varnost objavila, da je beloruska jedrska elektrarna prestala stresni test in izpolnjuje zahteve Mednarodne agencije za jedrsko energijo, so pa leta 2019 na sestanku pogodbenic konvencije iz Espooja razsodili, da je Belorusija prekršila konvencijo pri izbiranju lokacije elektrarne. Mednarodna agencija za jedrsko energijo v Belorusiji izvaja redne misije in izdaja priporočila za nadaljnje ukrepanje.